# Lingvistiska universalier
En lingvistisk universalie (alternativt språklig universalie eller språkuniversalie) är något som är gällande för alla världens naturliga språk. Mer specifikt är lingvistiska universalier en typ av fakta som antingen består i att en mängd språkegenskaper finns hos alla naturliga språk, eller består i att det råder en relation av materiell implikation mellan mängder av språkegenskaper som präglar alla naturliga språk. Inom den del av lingvistiken som kallas lingvistisk typologi är det vanligt att lingvistiska universalier formuleras i termer av kvantifiering över världens naturliga språk.
Följande är två exempel på lingvistiska universalier: 
- Det gäller för alla språk λ, att λ innehåller både verb och substantiv
- Det gäller för alla språk λ, att om λ är ett talspråk så innehåller λ:s foneminventarium både konsonanter och vokaler

Studiet av (och sökandet efter) lingvistiska universalier har blivit centralt inom lingvistiken mycket tack vare den amerikanska lingvisten Joseph Greenberg (1915 – 2001). I en inflytelserik artikel från 1963 argumenterar Greenberg för existensen av inte mindre än 45 lingvistiska universalier, vilka i huvudsak handlar om språkens morfologi och syntax (i synnerhet deras ordföljd och morfemföljd) .

## Absoluta vs. implikationella universalier
Man kan tänka på lingvistiska universalier som att de motsvaras av en viss typ av påståenden om naturliga språk, nämligen den typ av påståenden som kvantifierar över precis alla naturliga språk. Denna typ kan vidare sorteras in i typerna; (i) påståenden om absoluta universalier och (ii) påståenden om implikationella universalier. Påståenden om absoluta universalier säger kort och gott att alla naturliga språk har en specifik mängd egenskaper (oftast är det bara en egenskap). Det första exemplet i föregående avsnitt (Det gäller för alla språk λ, att λ innehåller både verb och substantiv) är alltså en absolut universalie. Den arketypiska formen för denna universalietyp lyder som följande:
- Det gäller för alla språk λ, att λ har egenskaperna {Ε1... Εn}, n ≥ 1

```
       Formellt:  ∀λ((Ε
1
(λ)... Ε
n
(λ)) & n ≥ 1)
```

En egenskap Ε är alltså en absolut universalie endast om alla naturliga språk har Ε och det inte finns några ytterligare villkor på att ett språk λ ska ha Ε, annat än att λ är ett naturligt språk.
Påståenden om implikationella universalier beskriver allomfattande relationer mellan språkegenskaper. Dessa säger, mer specifikt, att det gäller för varje enskilt naturligt språk att det har en specifik mängd egenskaper endast om det också har en annan, specifik mängd egenskaper. De beskriver alltså språkegenskaper vars instansering i ett givet språk är villkorad av att andra språkegenskaper instanseras i språket. Man kan också tänka på påståenden om implikationella universalier som att de i själva verket är slags icke-implikationella påståenden, men att den domän de kvantifierar över bara är den delmängd av alla naturliga språk som uppfyller en specifik uppsättning kriterier . Det andra exemplet i föregående avsnitt (Det gäller för alla språk λ, att om λ är ett talspråk så innehåller λ:s foneminventarium både konsonanter och vokaler) är alltså ett exempel på en impikationell universalie. Den arketypiska formen för denna universalietyp lyder som följande: 
- Det gäller för alla språk λ, att om λ har egenskaperna {Ε1... Εn}, så har λ egenskaperna {F1... Fn}, n ≥ 1

```
       Formellt:  ∀λ(((Ε
1
(λ)... Ε
n
(λ)) → (F
1
(λ)... F
n
(λ))) & n ≥ 1)
```

## Lingvistisk typologi och lingvistiska universalier
Studiet av lingvistiska universalier har framförallt en nära koppling till lingvistisk typologi. Något förenklat kan man säga att lingvistisk typologi är den språkvetenskapliga disciplin som går ut på att (i) identifiera språktyper mot bakgrund av vad olika språk har gemensamt och hur de skiljer sig åt, samt (ii) förklara vad dessa likheter och skillnader beror på. Begreppet språktyp har en vid innebörd. För vilken godtycklig egenskap som helst Ε så gäller det att; om alla element i en mängd naturliga språk {λ1 – λn} (sådan att n ≥ 1) har egenskapen Ε, så utgör mängden {λ1 – λn} en språktyp, τΕ, som definieras av egenskapen Ε.
Absoluta lingvistiska universalier är alltså en specifik underkategori av språktyper, nämligen de språktyper som precis alla naturliga språk faller in under. Implikationella lingvistiska universalier är i sin tur allomfattande relationer mellan språktyper, eller om man så vill en slags universella språktyper som definieras av att inte ha en viss mängd egenskaper {Ε1... Εn} utan att också ha en annan mängd egenskaper {F1... Fn}.
Lingvistiska universalier är av intresse för nästan alla lingvister, men lingvister av olika teoretiska läggningar skiljer sig dock åt i hur de väljer att förklara förekomsten av universalier, alternativt hur de utnyttjar (påstådda) lingvistiska universalier för att argumentera för sina respektive teorier. Vissa förespråkare av generativ grammatik har menat att syntaktiska universalier ger evidens för att det existerar en universell grammatik (det är emellertid vanligare med rationalistiskt, än empiriskt grundad argumentation inom den generativa grammatiken. Se Pesetsky (2000) för en diskussion om hur universiell grammatik förhåller sig till studiet av lingvistiska universalier). Vissa förespråkare av funktionalistisk lingvistik, i synnerhet den särart som brukar kallas kognitiv lingvistik, har istället föreslagit att lingvistiska universalier kan ge insyn i hur vår allmänmänskliga kognition fungerar, särskilt med avseende på hur vi konstruerar koncept och konceptuella ramverk. Den vanligaste funktionalistiska förklaringen till existensen av lingvistiska universalier och tendenser (se nedan) är emellertid att de blott är ett utfall av hur språken, i egenskap av sociala fenomen, har utvecklats under trycket att vara så effektiva medel för kommunikation som möjligt (se t.ex. Dunn et. al. (2011)). Hur teoretiker av olika skolor väljer att integrera universalier i sina teorier är dock avhängigt vilken nivå av språket (eller den språkliga förmågan/kompetensen) som de språkuniversella påståendena i fråga yttrar sig om (se Haspelmath (2008) för en diskussion om hur funktionalistisk respektive generativ lingvistik förhåller sig till syntaktiska universalier).
Många lingvister tänker sig att universalier kan avslöja något typologiskt intressant om vilka begränsningar det finns på hur ett språk kan se ut, som i förlängningen kan ge viss insikt om hur man ska besvara andra stora frågor, som Vilka egenskaper måste något ha för att vara ett språk? och Vad är ett språk?. Trots att påståenden om lingvistiska universalier egentligen bara säger något om vilka språktyper som alla världens språk de facto tillhör, så anser alltså många att lingvistiska universalier är språktyper som naturliga språk med nödvändighet faller in under. Ibland är också denna starkare tolkning implicit i själva termen (lingvistisk) universalie, och inte sällan är teoretiker som påstår sig vara skeptiska till existensen av (specifika) universalier i själva verket bara skeptiska till denna starkare innebörd, d.v.s. att dessa egenskaper och/eller relationer skulle vara ett utfall av nödvändiga restriktioner på den mänskliga kapaciteten till att producera språk .
Det är emellertid inte alla som tror att det existerar några lingvistiska universalier (annat än sådana som motsvaras av triviala – ofta disjunktiva – påståenden som Det gäller för alla naturliga språk att de antingen har grammatiska numerus eller inte har det). Inte ens i bemärkelsen att det bara handlar om egenskaper och villkor för egenskaper som de facto gäller för alla världens naturliga språk. Uppskattningsvis finns det ca 7000 naturliga språk i världen , och den delmängd av dessa som består av någorlunda väldokumenterade språk växer hela tiden. Då det har visat sig finnas en extrem variation i vilka egenskaper språk har, och man ständigt hittar motexempel till sådant som man tidigare har ansett vara universalier, har vissa teoretiker ifrågasatt om det över huvud taget finns någonting (icke-trivialt) som är gemensamt för alla naturliga språk. Man skulle kunna säga att lingvistiska universalier är en "skör" kategori av fenomen, eftersom det bara krävs att man hittar ett enda motexempel för att en hypotetisk universalie ska falsifieras.

### Universalier vs. tendenser
Lingvistiska typologer är emellertid inte bara intresserade av universalier. Trots att det för de allra flesta påstådda universalier finns något språk vars grammatik och/eller lexikon fungerar som motexempel, så verkar det ändå finnas vissa statistiskt mer sannolika mönster i hur språken är strukturerade. Ibland kallar man sådana mönster för lingvistiska tendenser. Greenberg ansåg själv att det var värt att uppmärksamma språktyper som inte alla, men en övergripande majoritet av världens språk, faller in under. Några av hans så kallade "universalier" var i själva verket uttryck av tendenser. Se till exempel hans Universalie nr. 17 (någorlunda fritt översatt):
- "Med så pass hög frekvens att det inte kan vara en slump, så gäller det för en överväldigande majoritet av språk λ, att om λ:s dominanta ordföljd är VSO (verb-subjekt-objekt), så följer också adjektiv efter substantiv i λ"

En lingvistisk tendens är alltså ett slags mönster som det är väldigt sannolikt (men inte absolut säkert) att ett språk passar in i. Vissa teoretiker, liksom Greenberg, syftar emellertid på både universalier och tendenser då de använder termen lingvistiska universalier. Den kontrovers som råder handlar ofta om huruvida det finns "universalier" i bemärkelsen att det antingen finns något i stil med inneboende parametrar i en universell grammatik som sätter upp vissa restriktioner på hur ett naturligt språk kan se ut, eller något i stil med särskilda preferenser, eller rent av restriktioner, som är inneboende i den allmänmänskliga kognitionen och orsakar att vissa egenskaper eller villkor för egenskaper är universellt, eller bara väldigt frekvent, distribuerade till världens naturliga språk. Grovhugget kan man säga att generativa lingvister ofta står för de starkare påståendet att det måste finnas en icke-trivial uppsättning egenskaper som är gemensam för alla naturliga språk, medan funktionalistiska lingvister ofta står för det något svagare påståendet att allmänmänsklig kognition ger upphov till att det finns en uppsättning egenskaper och relationer mellan egenskaper som är väldigt frekvent bland naturliga språk. Det faller på lingvistiska typologer att även förklara existensen av lingvistiska tendenser, och de förklaringar som åberopas är ofta väldigt lika de förklaringar man föreslår till existensen av lingvistiska universalier.
Bland världens språk går det också att identifiera egenskaper och relationer mellan egenskaper som i huvudsak är distribuerade till språk vars talargrupper är bosatta i samma geografiska område, samt egenskaper och relationer som manifesteras i ett antal språk som man på oberoende grunder anser tillhöra en och samma samma språkfamilj. Det vanligt att man förklarar det senare fenomenet med hänvisning till språkens släktskap. Det förra fenomenet är det vanligt att man förklarar genom att säga att det är ett så kallat arealt drag.

## Greenbergs ordföljdsharmoni
Joseph Greenberg var en pionjär inom studiet av lingvistiska universalier. I sin artikel från 1963 argumenterade han för existensen av 45 universalier (och tendenser), baserat på data från 30 språk. Sedan dess har de flesta av hans förslag på universalier diskuterats flitigt. Bland de mest omdiskuterade är hans hypoteser om hur ordföljderna i olika fraser förhåller sig till varandra (i de allra flesta, men inte alla, språk). Ifrån några av dessa går nämligen följande, mer generella tendens, att extrapolera:
- För nästan alla språk λ så gäller det att; det råder harmoni mellan ordföljderna i λ:s verbfraser och adpositionsfraser

För närvarande kan vi säga harmoni bara betyder samstämmighet mellan fraser i fråga om var deras huvudord är placerade i förhållande till sina komplement. Greenberg hävdade till exempel att om ett språk placerar verbet efter objektet, är det sannolikt att det har postpositioner snarare än prepositioner. Adpositioner (som är det generella namnet för både post– och prepositioner) är nämligen huvudord i adpositionsfraser, medan de nominalfraser de står bredvid är dess komplement. Verb är i sin tur huvudord i verbfraser, medan de nominalfraser som utgör satsens direkta objekt är dess komplement. Om det då råder harmoni mellan ordföljderna i adpositionsfraser och verbfraser i ett givet språk, så placeras båda frasernas huvudord antingen före eller efter sina respektive komplement. Och motsvarande; det råder disharmoni mellan ordföljderna i adpositionsfraser och verbfraser i ett givet språk om frasernas huvudord placeras på olika sidor om sina respektive komplement.
Ofta syftar harmoni emellertid på något mer än bara samstämmighet mellan ordföljder, nämligen något i stil med en djupt rotad psykologisk preferens för likartade mönster, som i förlängningen förklarar varför det är vanligt bland världens språk med samstämmighet mellan ordföljderna i olika fraser.  Det skulle alltså innebära att detta mönster är framträdande bland världens språk för att vi människor helt enkelt har en psykologisk läggning mot att vilja placera alla de viktigaste elementen (huvudorden) på en och samma plats i förhållande till de mindre viktiga elementen (komplementen). Konceptet av harmoni har alltså en närmare anknytning till funktionalistisk, än till generativ, lingvistisk. Greenberg hade själv en funktionalistisk läggning. Följande (fritt översatta) citat är hämtat från slutsatsdelen av hans artikel från 1963, där han beskriver några av de principer som anser är orsak till de universalier och tendenser han presenterat:
"[Konceptet av harmoniska och disharmoniska relationer mellan distinkta ordföljder] har väldigt uppenbart en koppling till det psykologiska generaliseringskonceptet" 

### Inneboende egenskaper av mänsklig psykologi vs. språklig evolution
Är Greenbergs förklaring till att varför det råder samstämmighet mellan ordföljderna i till exempel verbfraser och adpositionsfraser verkligen den bästa? Ger dessa mönster av samstämmighet verkligen evidens för att de mänskliga språken strukturer präglas av harmoni (i den starkare bemärkelsen)? Även om man bortser från vad vissa generativa lingvister har att säga om universalier och tendenser ger olika lingvister inom den funktionalistiska traditionen också olika svar på dessa frågor. Distinktionen mellan de olika sätt man kan välja att besvara dessa frågor har också en nära anknytning till distinktionen mellan att å ena sidan betrakta påståenden om universalier och tendenser bara som påståenden om vad som de facto gäller för världens naturliga språk, och att å andra sidan betrakta dem som påståenden om vad med nödvändighet eller åtminstone med väldigt hög sannolikhet gäller för både aktuella och hypotetiska språk, på grund av någon underliggande faktor rotad i den mänskliga språkförmågan.
Michael Dunn har tillsammans med tre andra forskare publicerat en forskningsrapport i vilken de ifrågasätter både Greenbergianska harmoniförklaringar och generativistiska förklaringar till distributionen av samstämmighet mellan frasordföljder bland världens språk. I forskningen utgår de från ordföljdsdata ifrån 79 indoeuropeiska språk, 130 austronesiska språk, 66 bantuspråk och 26 uto-aztekiska språk. Den fråga Dunn et al. ställer sig är om det är mer sannolikt att de mönster som går att uttyda bland dessa språk av hur ordföljden i adpositonsfraser förhåller sig till ordföljden i verbfraser beror på hur språken förhåller sig släktskapsmässigt till varandra, snarare än på någon underliggande egenskap i stil med en psykologisk preferens för harmoni. En delmängd av dessa språk placerar huvudordet efter sitt komplement i båda fraserna, en annan delmängd placerar huvudordet före sitt komplement i båda fraserna, medan det i en tredje delmängd inte råder någon harmoni mellan ordföljderna i dessa fraser. De konstaterar att dessa mönster korresponderar i så pass hög grad med de olika släkskapsbanden att distributionen av dessa egenskaper mer sannolikt beror på språkens släktskapsrelationer än någon lingvistisk tendens (med en massa undantag) som grundar sig i universell grammatik eller generell mänsklig kognition. De avslutar med hävda att variationen mellan naturliga språk inte verkar vara särskilt åtstramad av interna, kognitiva faktorer. De mönster vi ser verkar snarare bero på att språken har utvecklats på grund av externa faktorer i de sociala och naturliga miljöer de talas i, enligt Dunn et al.